# 中国导弹之父——钱学森之谜

中国导弹之父——钱学森之谜

《中国导弹之父——钱学森之谜》（英語：Thread of the Silkworm），作者是美籍華裔作家張純如，1995年出版。該書講述了中國科學家錢學森在美國麥卡錫主義泛濫的50年代的經歷，提出了钱学森返回中国的另一种版本。
儘管錢學森是美國國家航空航天局的噴氣推進實驗室的創始人之一，並幫助美國軍方质詢從納粹德國來的科學家長達多年，他被指控爲一名間諜，美国共产党的一名成員，並在1950年到1955年中被軟禁於家中。之后，錢學森被美國驅逐出境，於1955年9月起程乘船返回中華人民共和國。他回國後为建设中国火箭弹道和航天事业作出了极大贡献，他發展了東風導彈計劃以及海鷹導彈計劃，後者後來在海湾战争中被用來攻击美軍。

## 出版信息
- 英文原著：ISBN 0-465-00678-7
- 中譯版：ISBN 957-621-355-X